# Jeanne Weber
Jeanne Weber (Kérity, 7 oktober 1874 - Fains-Véel, 5 juli 1918) was een Franse seriemoordenares die in 1910 werd veroordeeld voor het vermoorden van tien kinderen door verwurging, inclusief die van haarzelf. Ze is ook bekend als de Boevrouw (zie: boeman)
Weber werd in 1908 gearresteerd en kwam oorspronkelijk in aanmerking voor de doodstraf door ophanging. Ze ontliep dit vonnis door de jury ervan te overtuigen dat ze volkomen ontoerekeningsvatbaar was. Weber hing vervolgens zichzelf op in haar cel in de psychiatrische instelling waartoe ze veroordeeld werd.

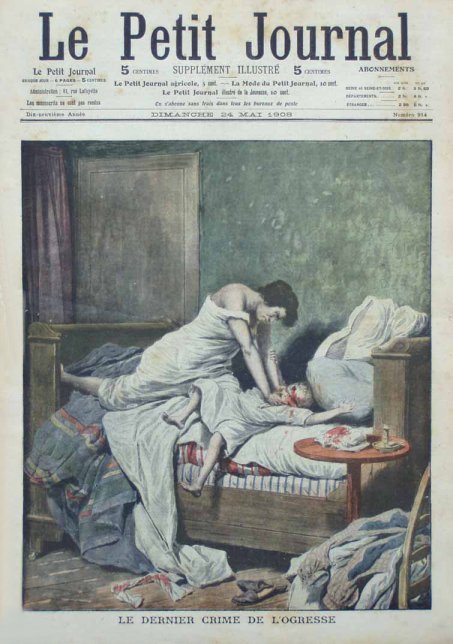
Weber al moordend